# 佐賀県道298号蔵宿有田線
佐賀県道298号蔵宿有田線（さがけんどう298ごう ぞうしゅくありたせん）は、佐賀県西松浦郡有田町を通る一般県道である。

## 概要
西松浦郡有田町北ノ川内丙から西松浦郡有田町南原甲に至る。
伊万里市側から武雄市に向かう場合は、国道202号と国道35号を直接利用するより、近道となるため、本道を利用する方が便利である。ほぼ全線で松浦鉄道西九州線と併走する。

### 路線データ
- 起点：佐賀県西松浦郡有田町北ノ川内丙（北ノ川内交差点、国道202号交点、佐賀県道・長崎県道108号曲川心野線起点）
- 終点：佐賀県西松浦郡有田町南原甲（三代橋交差点、国道35号交点）

## 路線状況

### 道路施設

#### 橋梁
- 黒川橋（黒川川、西松浦郡有田町）

## 地理

### 通過する自治体
- 西松浦郡有田町

### 交差する道路
| 交差する道路                                | 交差する場所 | 交差する場所          |
| ------------------------------------------- | ------------ | --------------------- |
| 国道202号 佐賀県道・長崎県道108号曲川心野線 | 北ノ川内丙   | 北ノ川内交差点 / 起点 |
| 国道35号                                    | 南原甲       | 三代橋交差点 / 終点   |

### 沿線
- 松浦鉄道西九州線
  - 蔵宿駅 - 黒川駅 - 三代橋駅